# المقابر اليهودية بالصويرة

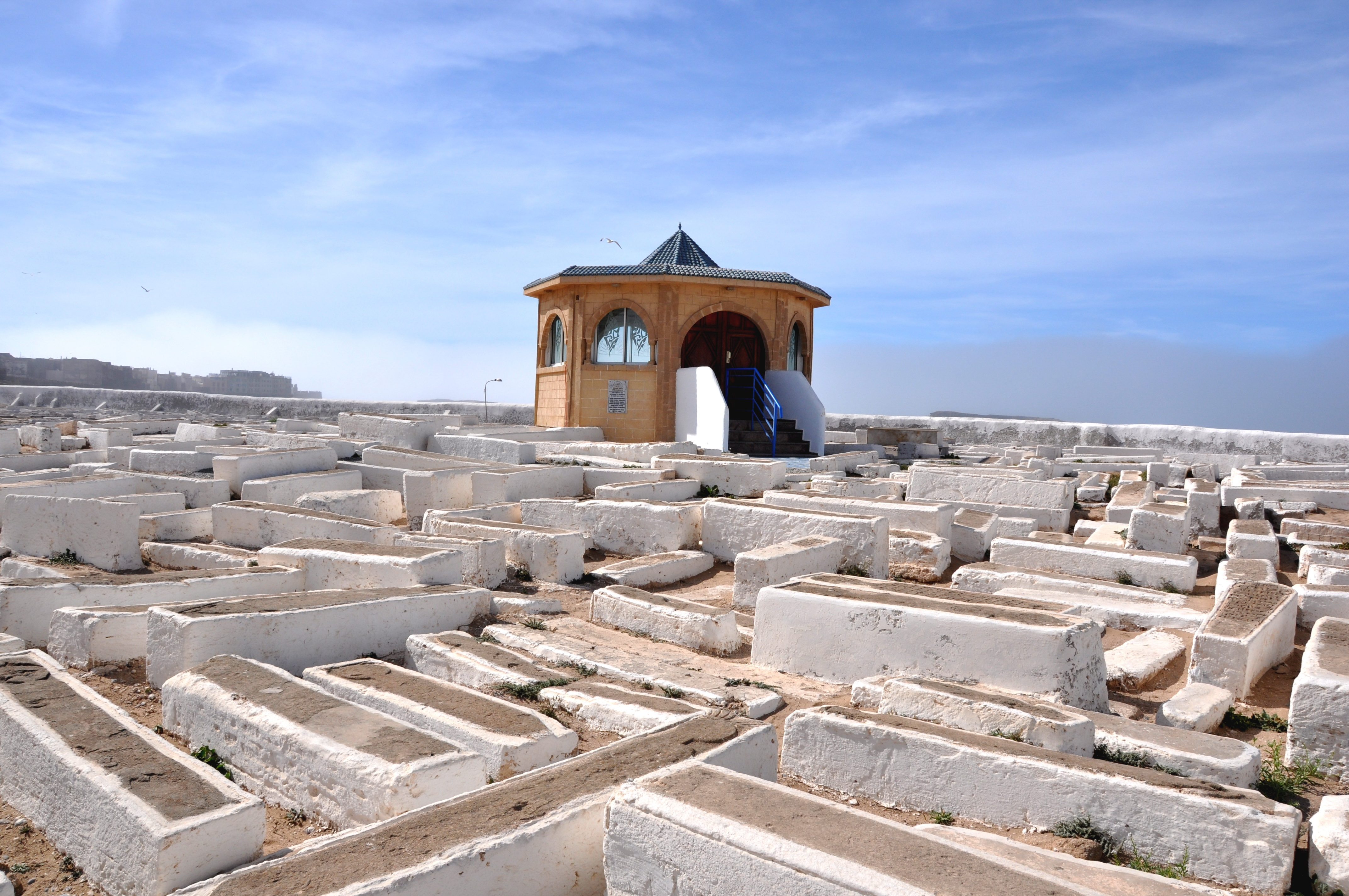

المقابر اليهوديّة بالصويرة هي المقابر التي دُفن فيها اليهود في مدينة الصويرة الواقعة في جهة مراكش آسفي في الوسط الغربي للمملكة المغربيّة.

## خلفيّة
تعرّضت المقابر اليهودية وخاصّة تلك الموجودة في المقبرة القديمة إلى بعض الأضرار بسببِ التآكل نظرًا لقربها من البحر، ومع ذلك فلا زالت بعض الشواهد والنقوش حاضرةً ومقروءة على بعض القبور.
المقبرة الجديدة أفضلُ من ناحيّة الصلابة والقوّة من نظيرتها القديمة لكنها هي الأخرى معرضةٌ للخطر بسبب العديد من العوامل لعلّ أبرزها:
1. المسافة بين القبور صغيرة للغاية، وهو ما يضطرُّ الزوار للسير عليها مما يُؤثّر على سلامتها.
2. يتسببُّ بعض النوع من الطلاءات التي تُطلى بها القبور في اختفاء بعض النقوش والكتابات المهمّة على القبر والتي تُعرِّف بالمُتوفَّى.
3. يتسبّب حمض الستريك الذي تُنظّف به القبور لجعلها بيضاء أكثر مع الوقتِ في مسح الكتابات وخاصّة على المقابر الرخاميّة.
4. تتسبب بعض أعمال الترميم – على غِرار تلوين الحروف باللون الأسود من أجل جعلها أكثر بروزًا – في تشويه بعض الحروف العبريّة وهو ما يُصعّب قراءتها مع مرور الوقت.
5. تلعبُ عوامل أخرى على غِرار الطقس دورًا مهمًا في إلحاق الضرر بالقبور وتغييب بعضها.

## مقابر الصويرة
يوجدُ في مدينة الصويرة مقبرتان: المقبرة القديمة والتي تقعُ، ثمّ المقبرة الجديدة.

### المقبرة القديمة
يفصلُ هذه المقبرة القديمة عن البحرِ جدارٌ طويلٌ من الصخر وعلى رغمِ ارتفاعه فهو لا يصدُّ ويحتوي دومًا الأمواج وخاصّة الكبيرة منها التي تسقطُ وبقوّة على القبور مما تسبّب في تلف بعض القبور وإلحقاء أضرارٍ جزئيّة بأخرى.
تُوجدُ في هذه المقبرة آلاف المقابر التي تعودُ ليهوديين دُفنوا فيها قبل عشرات السنين، فبعضُ هذه المقابر لا زالت تحتفظُ بالشاهد المدوَّن عليه اسمُ المُتوفَّى ومكان وتاريخ الميلاد ثمّ مكان وتاريخ الوفاة بينما أخرى مجهولة أو منسيّة.

### المقبرة الجديدة
تقعُ المقبرة الجديدة في الصويرة مُقابل تلك القديمة وقد بدأ الدفنُ فيها حديثًا نوعًا ما، وذلك بعد التخلّي عن المقبرة القديمة.
المقبرة الجديدة مُجهّزة إلى حدٍ كبيرٍ وبعيدةٌ نسبيًا عن أمواج البحر العاتيّة كما أنّ غالبية قبورهل تحتوي على شواهد تُعرّف بالمتوفَّى وما معروفٌ عنه من معلومات.

## شخصيات بارزة
هذه قائمةٌ مصغّرةٌ بأبرز الشخصيات المدفونة في المقابر اليهودية بالصويرة:
- حاييم بينتو (1743 – 1845): هو حاخام يهودي مشهور وُلد عام 1743 وتُوفيّ في العام 1845 ثمّ دُفن في المقبرة القديمة بمدينة الصويرة. بُني في عام 1998 ضريحٌ على قبره، وازدادت شهرة الضريح حينما بدأ آلاف اليهود من جميع أنحاء العالم يزورونه سنويًا في يوم الهيلولة وذلك للاحتفال بذكراه.
- أبراهام بن شوشان (؟ – 1944): دُفن الحاخام بن شوشان في مقبرة اليهود بالصويرة في عام 1944، حيثُ قررت الجالية اليهودية تكريمه بدفنه في غرفةٍ بالقرب من الجدار الغربي للمقبرة.
- ديفيد الكايم (؟ -1941): يُعتبر ديفيد أحد أشهر الشعراء العبريين، وقد دُفن هو الآخر بمقبرة اليهود في الصويرة بالمغرب.
- دافيد يفلاح (؟ – 1944): كان حاخامًا يهوديَا مشهورًا وقد دُفن عام 1944 في مقبرة اليهود إلى جانبِ باقي اليهود المدفونين في المقبرتين القديمة والجديدة بمدينة الصويرة.
- يشاك بن يعيش حليفي (1850 – 1895): كان يشاك كاتبًا وشاعرًا يهوديًا معروفًا فهو مؤلّف كتاب شير يديدوت (بالفرنسية: Chir Yédidot)‏ الذي طُبع في مراكش عام 1921 بعد وفاته ودفنه في مقبرة اليهود بالصويرة بعشرات السنين.
- يوسف كنافو (1825 – 1901): كان كاتبًا يهوديًا حيثُ ألّفَ طوال مسيرتهِ المهنيّة حوالي العشرين كتابًا في شتّى المجالات.
- ديفيد كنافو (1852 – 1937): هو ابنُ الحاخام يوسف كنافو وهو أيضًا حاخام يهودي مشهور حيثُ كان الحاخام الأكبر لموكادور (وهو الاسم السابق لمدينة الصويرة) حتى عام 1937.